# 横山忠次
横山 忠次（よこやま ただつぐ、寛永2年（1625年） - 延宝7年6月13日（1679年7月20日））は、加賀藩年寄。加賀八家横山家第4代当主。
父は加賀藩家老横山康玄。母は今枝直恒の娘。兄弟は横山康次、奥村庸礼室、横山武右衛門室。正室は岡山藩家老日置忠治の養女（実父は日置忠隆）。子は横山亀松（早世）、横山玄位、横山任風、横山忠通（早世）、奥村時成室、奥村履虎室。幼名は三郎。通称は左衛門。

## 生涯
寛永2年（1625年）、加賀藩家老横山康玄の子として金沢に生まれる。正保2年（1645年）、父康玄が病死、祖父横山長知の隠居により家督と2万4000石の知行を相続する。正保4年（1647年）、藩主前田綱紀に3000石を加増され、年寄、人持組頭となる。万治元年（1658年）小松城代となる。翌年前田直之と交代する。万治3年（1660年）、藩主綱紀の命で江戸に下向し勤務する。延宝7年（1679年）6月13日、病により、京都に療養に向かう旅の途中で死去する。享年55。墓所は石川県金沢市野田山墓地。家督は次男の玄位が相続した。